# Acisclo Villarán
Acisclo Villarán Angulo (n. Lima, 17 de noviembre de 1841 – m. Lima, 28 de agosto de 1927) fue un escritor y periodista peruano. Representante del romanticismo y el costumbrismo, incursionó en la poesía, el teatro, el ensayo y la narración breve. «Dejó una obra literaria fecunda y versátil, principalmente inspirada en una visión risueña de la vida cotidiana, y que tal vez en su mayor parte se halla desperdigada en la prensa periódica».

## Biografía
Sus padres fueron Matías Villarán y Carmen Angulo. Uno de sus hermanos fue el ilustre jurista Luis Felipe Villarán. Estudió en el Seminario Conciliar de Santo Toribio, pasando luego al Convictorio de San Carlos, donde se graduó de bachiller y doctor en Letras.
Tempranamente militó en el periodismo, colaborando en El Mercurio (1858) y La Revista de Lima (1859-1863). En 1863 entró al servicio del Concejo Provincial de Lima como redactor de las actas de sus sesiones y, sucesivamente, asumió la jefatura de las secciones de Instrucción (1867), de los Registros Civiles y de Estadística (1913).
Simultáneamente desarrolló una sugestiva carrera cívica y literaria. Participó en el combate del Callao del 2 de mayo de 1866 y a mérito de la acción que cumplió en la batería bautizada con el nombre de «Cañón del Pueblo», tiempo después se le otorgó el grado de capitán (1878). Fue uno de los fundadores del Club Literario (1875), que luego se convirtió en el Ateneo de Lima (1885). Junto a Ricardo Palma y Manuel Atanasio Fuentes colaboró en la revista satírica La Broma (1877-1878), donde contribuyó con la célebre sátira jurídica en verso titulada «Juicio de trigamia». Colaboró también en La Alborada (1874), semanario de corte familiar, así como en El Perú Ilustrado, La Ilustración Sud-Americana, El Comercio, La Época, El Tiempo, La Sociedad, La Tribuna, La Opinión Nacional, El Nacional, La República, La Tradición y El Callao.
Durante la Guerra con Chile se enroló en la reserva. Participó en la defensa de Lima y luchó en batalla de Miraflores, el 15 de enero de 1881. Y aunque su propia casa sufrió incendio, volcó todo su esfuerzo por salvar los libros del Archivo Municipal.
Ya anciano, sufrió un accidente que le causó la amputación de una pierna, quedando así inválido (1914). Inexplicablemente, el Concejo Provincial de Lima no le reconoció la pensión que le correspondía por sus 50 años de servicio en sus dependencias. Falleció a los 86 años de edad y su cuerpo descansa en el Cementerio Presbítero Matías Maestro.

## Obras

### Teatro
- El triunfo del Perú, estrenada el 28 de julio de 1860 en el Teatro Principal y en presencia del presidente Ramón Castilla, quien hizo llamar a su palco al entonces joven autor y le ofreció imprimir la obra por cuenta del Estado.
- México libre, estrenada el 30 de julio de 1862 en el Teatro Principal.
- Tregua y reivindicación o Pinzón y Mazarredo (1867), comedia alusiva al conflicto peruano-español de 1864-1866.
- La corona de laureles, alegoría estrenada el 27 de julio de 1871.
- Ocurrencias de policía (editada en 1877).
- El cura de Locumba (1884).
- Apoteosis de Garibaldi.
- La caja fiscal (1886), pieza cómica en un acto.
- Moral, virtud y urbanidad, comedia.
- Cora (1924), melodrama en tres actos.

### Colecciones de epigramas
Estos versan sobre personajes y tipos populares, costumbres y observaciones morales.
- Muertos que viven (1869).
- Sapos y culebras (1898-1899).
- Sal y pimienta (1917).
- Nieblas y auroras (1922).

### Estudios históricos y literarios
- La poesía en el imperio de los incas (1874).
- Origen de los nombres de las calles de Lima.

### Otras obras
- Semblanzas patrióticas (1916).
- Siluetas republicanas.
- Retratos a pluma (1917).

Fue autor también de poesías líricas, relatos en prosa y ensayos breves.